# Louise Kartousch
Louise Kartousch (* 17. August 1886 in Linz; † 13. Februar 1964 in Wien) war eine österreichische Charaktertänzerin sowie Opern- und Operettensängerin (Sopran).

## Leben

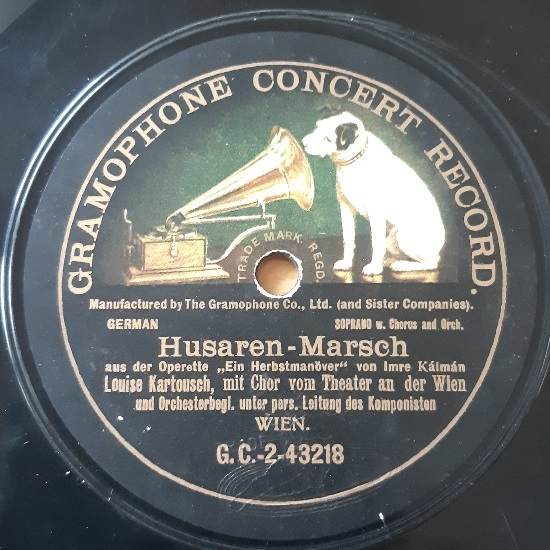
Schallplatte von Louise Kartousch (Wien 1909)

Sie besuchte die Musikschule in Linz und wurde in Wien ausgebildet. Sie hatte Kinderrollen in Linz und wirkte seit 1902 als zweite Soubrette in Graz, wo sie auch in der Oper (z. B. als Walküre) auftrat. Von 1907 bis 1921 spielte sie am Theater an der Wien in Lehár-, Fall- und Kálmán-Operetten. Sie wurde als „Soubrette von Rasse und Temperament“ bezeichnet und die Presse hob ihre Spiel- und Tanzfreudigkeit hervor. Kartousch trat auch am Raimundtheater, an der Volksoper und am Theater in der Josefstadt auf. Sie wirkte mit bei den Uraufführungen der Operetten Die Dollarprinzessin, Die schöne Risette, Die Rose von Stambul, (Leo Fall), Ein Herbstmanöver, Die Bajadere (Emmrich Kálmán), Der Graf von Luxemburg, Der Mann mit den drei Frauen, Eva, Die ideale Gattin, Endlich Allein, Der Sterngucker, Wo die Lerche singt, Die gelbe Jacke, Clo-Clo (Franz Lehár), Die Dorfmusikanten (Straus) und Ich hab' dich lieb (Ascher).

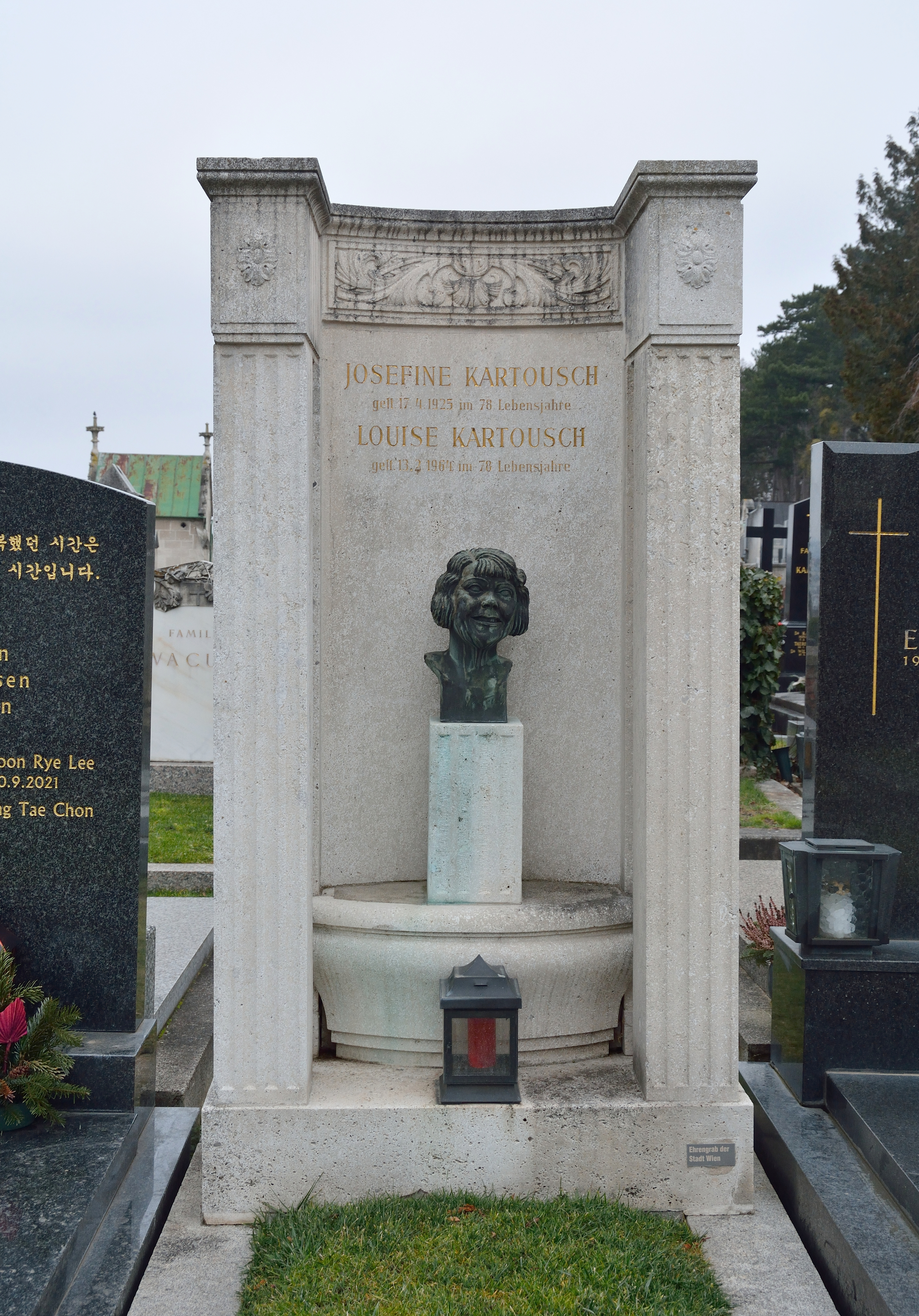
Grabstätte von Louise Kartousch

Ihr ehrenhalber gewidmetes Grab befindet sich auf dem Hietzinger Friedhof (Gruppe 17, Reihe 5, Nummer 220). Im Jahr 1970 wurde in Wien-Donaustadt (22. Bezirk) die Kartouschgasse nach ihr benannt.
2022 wurde bekannt, dass Kartousch am 27. März 1940 die Aufnahme in die NSDAP beantragt hatte und zum 1. April desselben Jahres aufgenommen worden war (Mitgliedsnummer 7.977.233), auf Grund dessen wird im Frühjahr 2023 ihr Stern auf der „Walk of Fem“ in Linz übermalt werden.
Louise Kartousch hinterließ zahlreiche Schallplatten für die Gramophone Company (Wien 1908–13).

## Operetten (Auswahl)
- Zigeunerliebe
- Herbstmanöver
- Wo die Lerche singt
- Der Graf von Luxemburg
- Endlich Allein
- Die Dollarprinzessin
- Das Land des Lächelns
- Auf Befehl der Kaiserin
- Madame Pompadour